# Wendehammer (Fernsehserie)
Wendehammer ist eine deutsche Fernsehserie, die von der Moovie GmbH für das ZDF produziert wird. Die erste Staffel wurde von August bis November 2021 in Berlin und Brandenburg gedreht. In den Hauptrollen sind Meike Droste, Alice Dwyer, Susan Hoecke, Friederike Linke und Elmira Rafizadeh zu sehen. Sie wurde ab Mai 2022 ausgestrahlt; Staffel 2 folgte ab Juli 2023.

## Handlung
Meike Nowak, Franziska Schöller, Nadine Jacobi und Samira Torabi sind seit ihrer Schulzeit beste Freundinnen und leben heute als Nachbarinnen in Doppelhaushälften in einem Wendehammer. Julia Arnim ist neu zugezogen und versucht sich der Clique anzuschließen. Alle fünf Frauen haben ihre eigenen Probleme:
- Meike lebt mit ihrer Jugendliebe Ronny und den gemeinsamen zwei Kleinkindern im Wendehammer. Sie ist zweckpessimistisch und hat einen Hang zu Worst-Case-Szenarien. Da Ronny seine Fußballkarriere wegen einer Knieverletzung aufgeben musste, arbeitet Meike in einem Reisebüro. Weil die beiden keinen Kitaplatz für ihren Sohn finden, beschließt Meike, als Bürgermeisterin gegen den amtierenden Bürgermeister Norbert Fischer anzutreten. Unterstützung erhält sie nach anfänglichem Zögern von ihren Freundinnen.
- Franziska hat sich entschlossen, ihre Karriere als Anwältin kurz vor dem Staatsexamen wegen ihrer Schwangerschaft aufzugeben. Ihr Mann Kai arbeitet nun in der gut laufenden Kanzlei ihres Vaters, in der sie halbtags seine Fälle vorbereitet. Sie beschließt, ihr Studium fortzusetzen. Dabei trifft sie auf Lukas, mit dem sie eine Affäre beginnt. Diese endet, als sie glaubt, dass Lukas sie mit diesem Wissen erpressen will. In Wahrheit steckt eine Kommilitonin von Lukas und Franziska dahinter, da diese selbst in Lukas verliebt ist.
- Nadine ist mit Hannes verheiratet, der als Schiffskoch öfter für längere Zeit unterwegs ist. In dieser Zeit gönnt sich die Fotografin die eine oder andere Affäre. Als Hannes wegen Steuerschulden gemahnt wird, offenbart er, zusammen mit Kai ein größeres Vermögen in bar zu besitzen. Nadine bezahlt davon die Schulden und möchte mit dem Rest flüchten, aber ihre Verbundenheit zu ihren Freundinnen lässt sie zögern.
- Samira hat sich eben erst von ihrem Freund Martin getrennt, weil er unbedingt Kinder haben wollte. Sie liebt ihren Beruf als Assistenzärztin. Mit ihrem Kollegen Dr. Jörn Tauber, mit dem sie um die Stelle des leitenden Oberarztes konkurriert, gerät sie anfangs immer wieder aneinander, verliebt sich jedoch später in ihn, als sie bei ihm einen Tauchkurs belegt. Nebenbei hat sie Angst, wie ihre Mutter an Krebs zu erkranken.
- Julia ist mit ihrem Freund Felix Kramer und der gemeinsamen Tochter erst neu zugezogen. Julia steht unter Druck, da ihre ganze Familie promoviert hat. Sie selbst möchte das eigentlich gar nicht, weswegen sie mit ihren Eltern und Felix aneinandergerät, nachdem sie davon erfahren, dass Julia ihre Dissertation gar nicht fertiggestellt hat. Auch Felix’ Vorschlag, nur wegen Steuervorteilen zu heiraten, missbilligt sie. Mit der Zeit erkennt Felix seinen Fehler und bittet Julia aus tiefstem Herzen, seine Frau zu werden.

Doch die Freundschaft von Meike, Franziska, Nadine und Samira birgt auch ein großes Geheimnis. Etwa 20 Jahre zuvor wurde Franziska von Hagen Steinert, dem Bruder des Bauunternehmers Markus Steinert, beinahe vergewaltigt. Die Freundinnen schlugen Hagen nieder, der dabei unglücklich stürzte und starb. Die Mädchen versenkten die Leiche im örtlichen See. Dessen Pegel sinkt seit neuestem bedenklich, da Markus Steinerts Golfplatz-Baustelle dem See Wasser abgräbt. Samira versucht zur Leiche zu tauchen, an der eine Kette mit Franziskas Namen hängt. Allerdings gelingt ihr das nicht. Julia ahnt, dass mit den anderen etwas nicht stimmt. Durch Nachforschungen kommt sie der Wahrheit auf die Spur und Franziska und die anderen erzählen ihr die Wahrheit. Mit ihrer Hilfe können sie Steinerts Baustelle stoppen und die Leiche bleibt auf dem Grund des Sees. Sie ahnen jedoch nicht, dass Nadines Volontärin Mona ebenfalls Nachforschungen anstellt. Bei einer Zeugenbefragung offenbart sich Mona als Hagens Tochter.

## Besetzung
| Schauspieler         | Rolle                         | Episoden        |
| Hauptdarsteller      | Hauptdarsteller               | Hauptdarsteller |
| -------------------- | ----------------------------- | --------------- |
| Meike Droste         | Meike Nowak                   | 1–12            |
| Alice Dwyer          | Julia Arnim                   | 1–7             |
| Susan Hoecke         | Franziska Schöller            | 1–12            |
| Friederike Linke     | Nadine Jacobi                 | 1–12            |
| Elmira Rafizadeh     | Samira Torabi                 | 1–12            |
| Max von Pufendorf    | Kai Schöller                  | 1–12            |
| Aram Tafreshian      | Ronny Nowak                   | 1–12            |
| Nele Trebs           | Mona Leistner                 | 1–12            |
| Hyun Wanner          | Felix Kramer                  | 1–6             |
| Heikko Deutschmann   | Markus Steinert               | 1–12            |
| Marc Ben Puch        | Dr. Jörn Tauber               | 2–12            |
| Claudia Rieschel     | Renate Steinert               | 7–12            |
| Daniel Drewes        | Hagen Steinert                | 7–12            |
| Nebendarsteller      |                               |                 |
| Timo Jacobs          | Hannes Jacobi                 | 1–12            |
| Aykut Kayacık        | Bürgermeister Norbert Fischer | 1, 3–6          |
| Felix Mayr           | Lukas Schnitz                 | 2–12            |
| Patrick Kalupa       | Bauleiter Hübner              | 2–4, 6          |
| Mieke Schymura       | Kitaleiterin Wischnewski      | 2               |
| Louise Sophie Arnold | Nadine Jacobi (jung)          | 6               |
| Konstantin Frank     | Postbote                      | 1, 3            |

## Episodenliste

### Staffel 1
| Nr. (ges.)                                                              | Nr. (St.) | Originaltitel         | Erstveröffentlichung Deutschland | Regie                      | Drehbuch           |
| ----------------------------------------------------------------------- | --------- | --------------------- | -------------------------------- | -------------------------- | ------------------ |
| 1                                                                       | 1         | Stille Wasser         | 12. Mai 2022                     | Ester Amrami               | Alexandra Maxeiner |
| 2                                                                       | 2         | Das fünfte Rad        | 12. Mai 2022                     | Ester Amrami               | Alexandra Maxeiner |
| 3                                                                       | 3         | Kein Rauch ohne Feuer | 19. Mai 2022                     | Ester Amrami               | Alexandra Maxeiner |
| 4                                                                       | 4         | Einmal ist Keinmal    | 19. Mai 2022                     | Sinan Akkus & Ester Amrami | Alexandra Maxeiner |
| 5                                                                       | 5         | Pech und Schwefel     | 26. Mai 2022                     | Sinan Akkus                | Alexandra Maxeiner |
| 6                                                                       | 6         | Wer Wind sät          | 26. Mai 2022                     | Sinan Akkus                | Alexandra Maxeiner |
| Am 5. Mai 2022 wurden alle Episoden in der ZDFmediathek veröffentlicht. |           |                       |                                  |                            |                    |

### Staffel 2
| Nr. (ges.)                                                               | Nr. (St.) | Originaltitel            | Erstveröffentlichung Deutschland | Regie              | Drehbuch                           |
| ------------------------------------------------------------------------ | --------- | ------------------------ | -------------------------------- | ------------------ | ---------------------------------- |
| 7                                                                        | 1         | Schöne neue Welt         | 27. Juli 2023                    | Sinan Akkus        | Alexandra Maxeiner                 |
| 8                                                                        | 2         | Der Quälgeist            | 27. Juli 2023                    | Sinan Akkus        | Alexandra Maxeiner, Patrick Gurris |
| 9                                                                        | 3         | Spiel mit dem Feuer      | 3. Aug. 2023                     | Sinan Akkus        | Patrick Gurris, Alexandra Maxeiner |
| 10                                                                       | 4         | Ein ganz einfacher Plan  | 3. Aug. 2023                     | Sinan Akkus        | Alexandra Maxeiner, Kerstin Höckel |
| 11                                                                       | 5         | Den Kopf in der Schlinge | 10. Aug. 2023                    | Franziska Hoenisch | Kerstin Höckel, Alexandra Maxeiner |
| 12                                                                       | 6         | Grabesstille             | 10. Aug. 2023                    | Franziska Hoenisch | Kerstin Höckel, Alexandra Maxeiner |
| Am 7. Juni 2023 wurden alle Episoden in der ZDFmediathek veröffentlicht. |           |                          |                                  |                    |                                    |

## Rezeption
Gregor Löcher schreibt auf wunschliste.de, dass die ZDF-Produktion in der Grundkonstellation mit Serien wie der US-amerikanischen Dramedy-Fernsehserie Desperate Housewives oder der österreichischen Serie Vorstadtweiber vergleichbar sei. Es gebe eine Mystery-Storyline, die alle Protagonistinnen miteinander verbinde und die als längerer episodenübergreifender Handlungsbogen angelegt sei. Zusätzlich habe jede der Frauen ihre eigenen Herausforderungen zu meistern. Die Art und Weise, wie die einzelnen Geschichten ineinander verwoben sein, würde, wie bei den genannten Serien, zum wiedereinschalten führen. Des Weiteren würden sich die schauspielerischen Leistungen des Ensembles, das Drehbuch, der Schnitt und die Musik zu einem gelungenen, sehenswerten Ganzen zusammenfügen.
Für Serienjunkies.de schreibt Loryn Pörschke-Karimi, dass die Serie als Dramedy angelegt sei und hebt positiv die Darstellerinnen hervor. Was hingen fehlen würde, wären Leichtigkeit und Klarsicht. Dazu würde die Produktion an typischen Klischees festhalten und weder interessante Beobachtungen noch überraschende Wendungen liefern.
Beim RND Redaktionsnetzwerk Deutschland heißt es, dass „Wendehammer“ einen schwierigen Spagat versuche hinzubekommen: Einerseits würde man im Sinne klassischer Dramedy-Stoffe unterhalten wollen, andererseits ein Gefühl für die Nöte moderner Frauenleben herstellen wollen. Außerdem würde es im öffentlich-rechtlichen Unterhaltungsfernsehen wohl nicht ohne Krimiplot gehen, weil da noch das dunkle Geheimnis dazukommen würde. Aber durch die guten schauspielerischen Leistungen der fünf Hauptdarstellerinnen und der mit Liebe gezeichneten Figuren würde sich die Serie absolut sehen lassen. Nur würde „Wendehammer“ bisweilen die Schärfe und Abgründigkeit, wie beispielsweise bei dem österreichischen Gegenstück „Vorstadtweiber“, fehlen.
Auch Tilman P. Gangloff holt für die Frankfurter Rundschau den Vergleich mit Desperate Housewives hervor. „Wendehammer“ beziehe vordergründig seine Wirkung aus der zunehmenden Panik, die die Frauen aufgrund eines zwanzig Jahre alten Geheimnisses umgeben würde. Doch sei der Plot rund um den See nur der Rahmen für die einzelnen Geschichten der Frauen, die am Wendepunkt ihres Lebens, mit Ende Dreißig, stehen würden. Weitere Handlungsebenen seien die verschiedenen Beziehungen der Hauptfiguren. Es würde ein besonderes Vergnügen bereiten, den fünf Hauptdarstellerinnen zuzuschauen. Zudem habe Drehbuchautorin Maxeiner die Figuren mit speziellen Persönlichkeitsmerkmalen versehen. Gangloff hebt insbesondere die Darstellung von Schauspielerin Droste in der Rolle der Meike positiv hervor. Und doch hätte trotz der tollen Hauptdarstellerinnen und den anderen ebenso gut Mitwirkenden, die Inszenierung entfesselnder sein können.
Heike Hupertz schreibt für die Frankfurter Allgemeine Zeitung, dass hier Krimi und Komödie bloß Durchschnitt und die Serie nicht besonders aufregend sei.

## Produktion und Ausstrahlung
Die Serie „Wendehammer“ entstand im Auftrag des ZDF durch die Produktionsfirma MOOVIE GmbH, einem Unternehmen der Constantin Film. Produzentin ist Heike Voßler und Producerin Diana Hook. Die Drehbücher der ersten Staffel stammen von Alexandra Maxeiner. Die Regie der ersten drei Folgen der ersten Staffel führte Estee Amrami; und Sinan Akkus für die letzten drei Folgen. Die erste Staffel wurde im Sommer 2021 in Berlin und Brandenburg gedreht.
Im Sommer 2022 folgte die Produktion der zweiten Staffel. Die Drehbücher dazu stammen von Alexandra Maxeiner, Patrick Gurris und Kerstin Höckel. Regie führte wieder Sinan Akkus und erstmals Franziska Margarete Hoenisch.
Annett Louisan singt das Titellied zur Serie und hat in der zweiten Staffel einen Gastauftritt.
Die erste Staffel wurde am 5. Mai 2022 in der ZDF-Mediathek zur Verfügung gestellt, bevor am 12. Mai 2022 ab 20:15 Uhr die Premiere mit einer Doppelfolge im Fernsehen erfolgte. Die sechs Folgen der zweiten Staffel wurden erstmals ab dem 7. Juni 2023 in der Mediathek des ZDF veröffentlicht. Die lineare Erstausstrahlung folgte ab dem 27. Juli 2023 um 20:15 Uhr in Doppelfolgen immer jeweils donnerstags fortlaufend.